# Hyundai Palisade
Hyundai Palisade – samochód osobowy typu SUV klasy wyższej produkowany pod południowokoreańską marką Hyundai od 2018 roku. Od 2025 roku produkowana jest druga generacja modelu.

## Pierwsza generacja

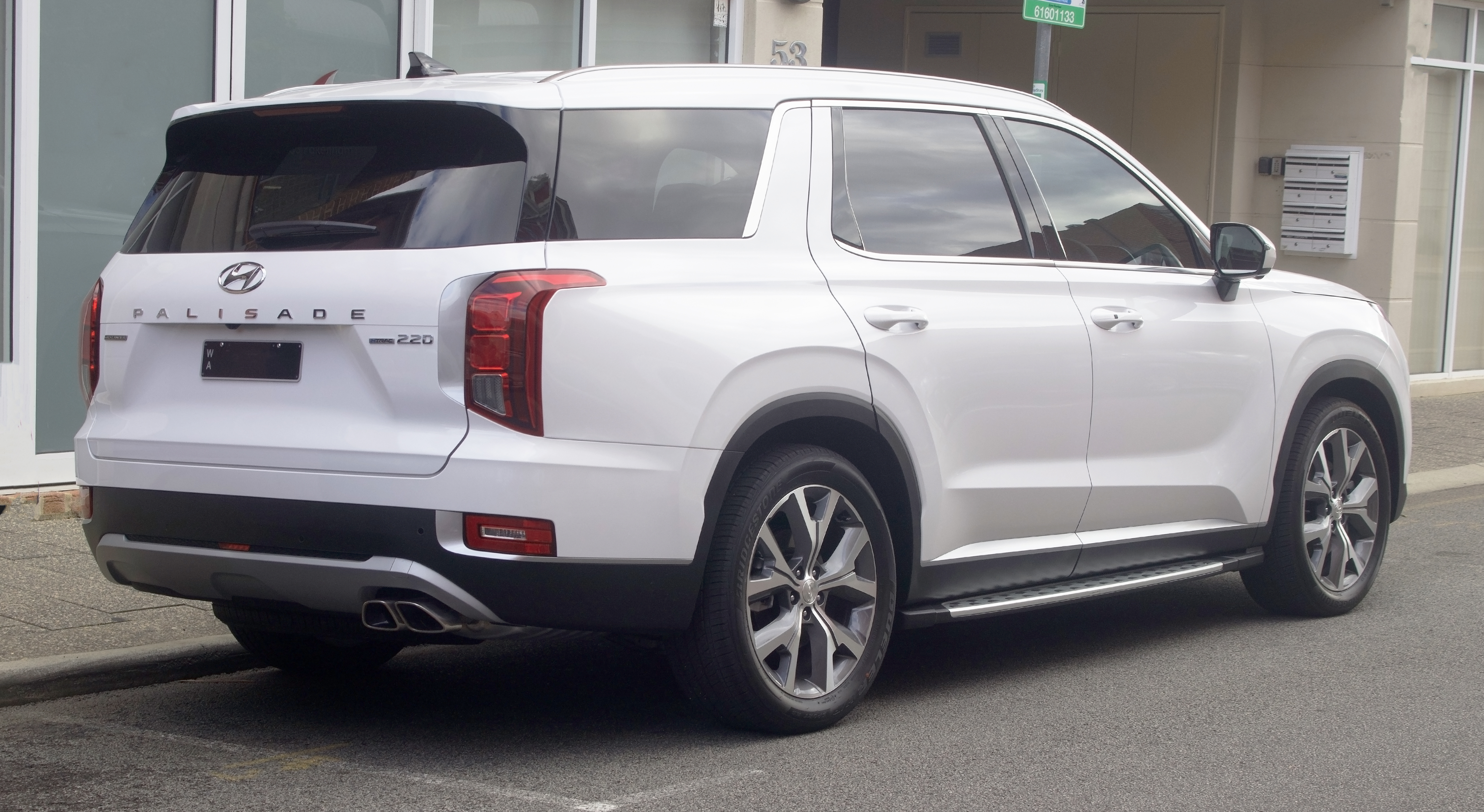
Hyundai Palisade I Limited – tył

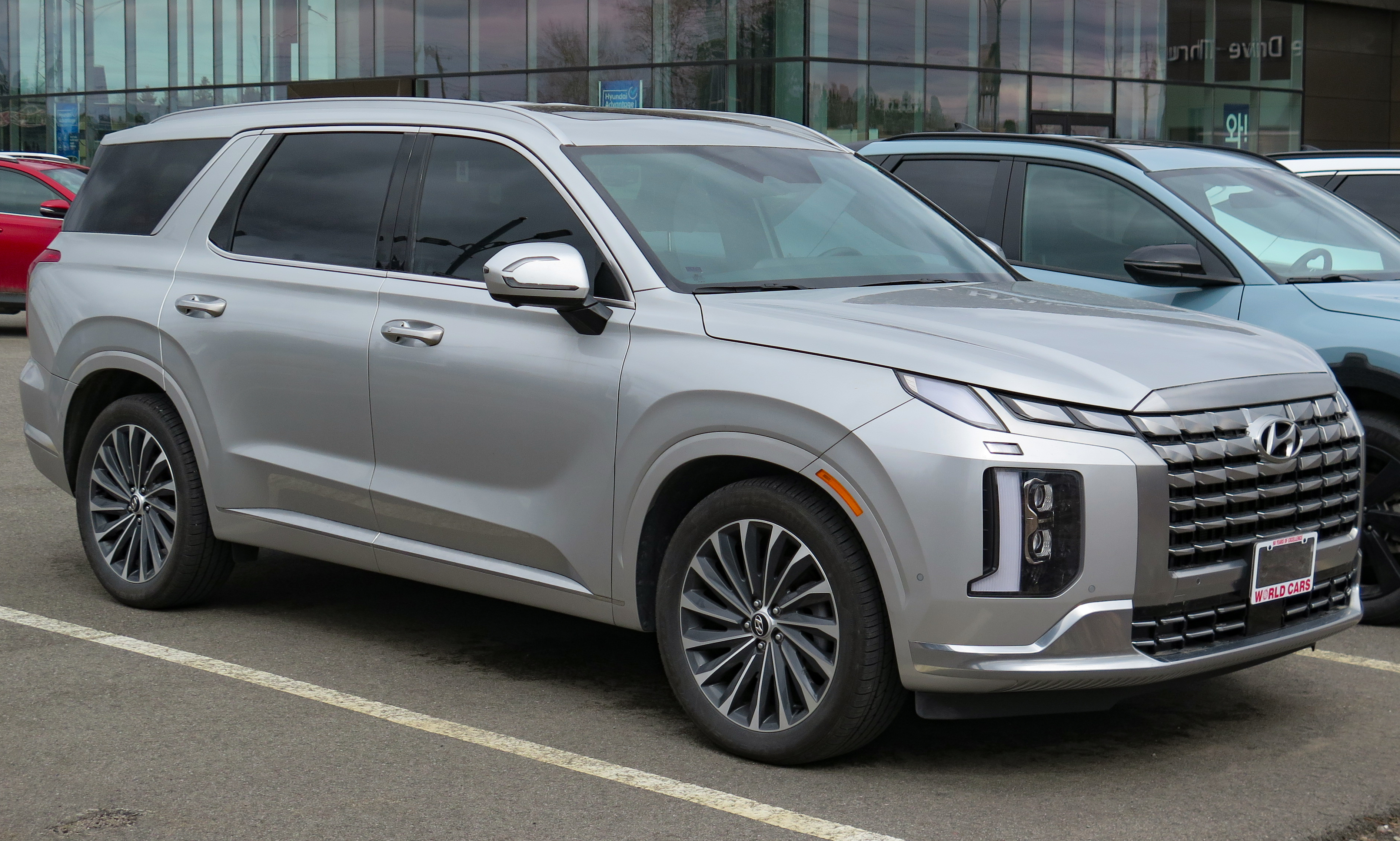
Hyundai Palisade I po liftingu

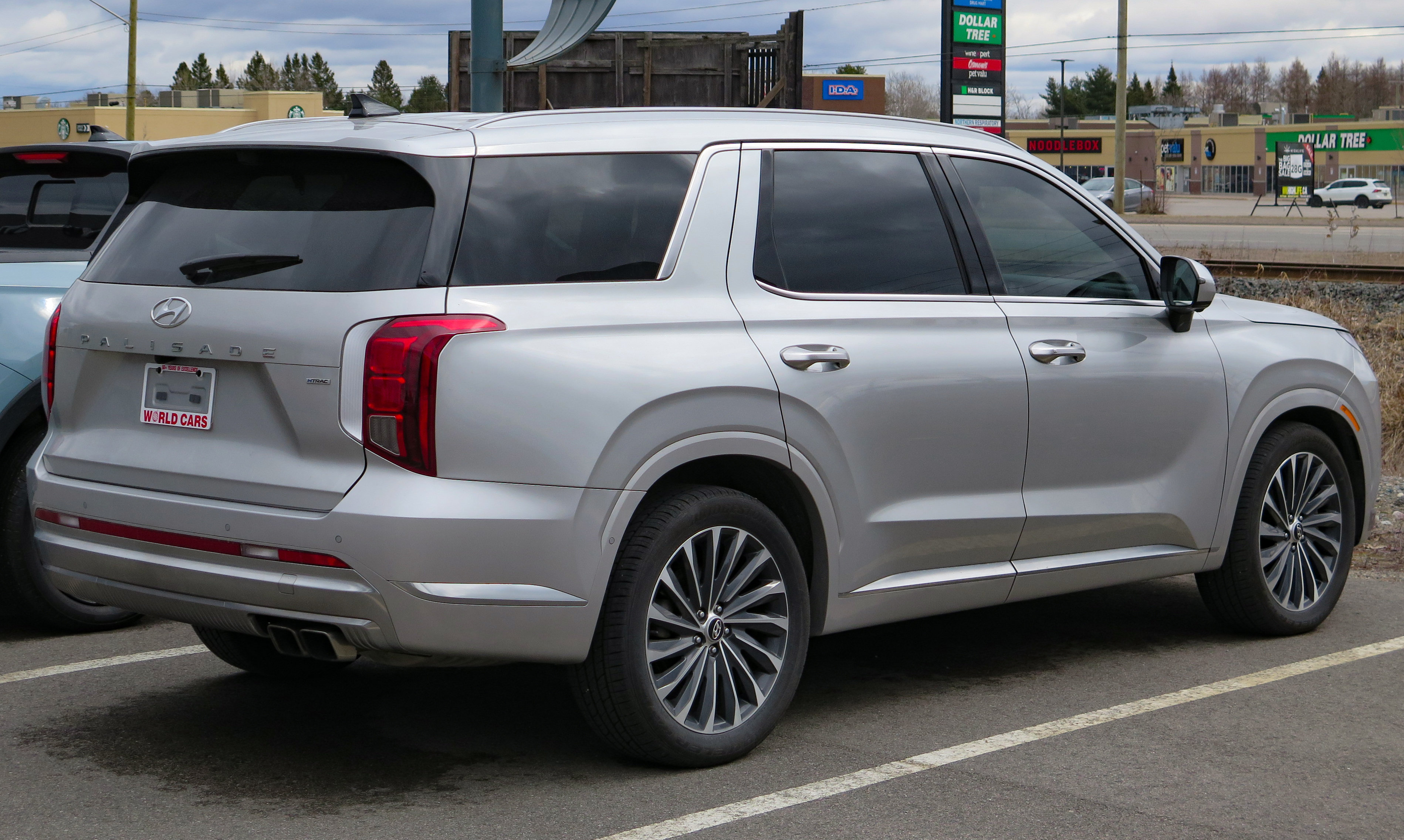
Hyundai Palisade I - tył po liftingu

Model Palisade powstał jako element przedstawionego w połowie planu ofensywy modelowej wśród samochodów typu crossover i SUV, zapowiadając przedstawienie w ciągu następujących miesięcy 8 nowych pojazdów. Po prezentacji pierwszych oficjalnych informacji pod koniec listopada, Hyundai Palisade zadebiutował oficjalnie podczas wystawy samochodowych w Los Angeles. Samochód powstał na platformie współdzielonej z równolegle debiutującą, podobnej wielkości Kią Telluride, plasując się w ofercie jako sztandarowy, największy SUV w ofercie zastępujący model Grand Santa Fe.
Stylistyka pojazdu nawiązuje do mniejszych, przedstawionych w poprzedzającym roku modeli Kona i Santa Fe. Przód pojazdu otrzymał dzielone światła: światła do jazdy dziennej w technologii LED u góry, za to większe, połączone świetlistym łukiem światła mijania w niższym rzędzie. Pas przedni zdominował duży, kaskadowy wlot powietrza, z kolei nadwozie przyozdobiły liczne chromowane listwy widoczne m.in. przy szybach i lampach tylnych.
Kabina pasażerska umożliwia transport do 8 pasażerów w trzech rzędach siedzeń, a także wyposażono ją w liczne systemy bezpieceństwa i udogodnienia dla podróżujących. Centralnym punktem deski rozdzielczej jest duży, 10,25-calowy ekran dotykowy umożliwiający dostęp do systemu multimedialnego, z kolei w tunelu środkowym zamiast tradycyjnej dźwigni zamntowano przełączniki zmiany trybów jazdy znane dotychczas tylko z modeli o napędzie elektrycznyn.

### Lifting
W kwietniu 2022 Hyundai Palisade przeszedł obszerną restylizację. Producent zastosował nowy wzór zderzaków, a także nowy pas przedni z innym kształtem dwupoziomowych reflektorów, inaczej uformowanymi poziomymi lampami LED, a także nowy wzór atrapy chłodnicy o strukturze łusek w stylu nowszego modelu Tucson. Zmiany obeszły także kabinę pasażerską, gdzie zastosowano nowy wzór nawiewów konsoli centralnej, nowe koło kierownicy oraz nową generację systemu multimedialnego.

### Sprzedaż
W pierwszej kolejności Hyundai Palisade trafił do sprzedaży na rodzimym rynku południowokoreańskim, z kolei na początku 2019 roku wzbogacił on także ofertę na największych rynkach Ameryki Północnej: w Stanach Zjednoczonych, Kanadzie i Meksyku. W 2020 roku Hyundai znacznie poszerzył zasięg rynkowy Palisade, wprowadzając go do sprzedaży w Chinach, a także z końcem tego roku w Rosji i krajach byłego Związku Radzieckiego oraz w Australii i Nowej Zelandii. Producent nie planuje wprowadzać Palisade do sprzedaży w Europie.

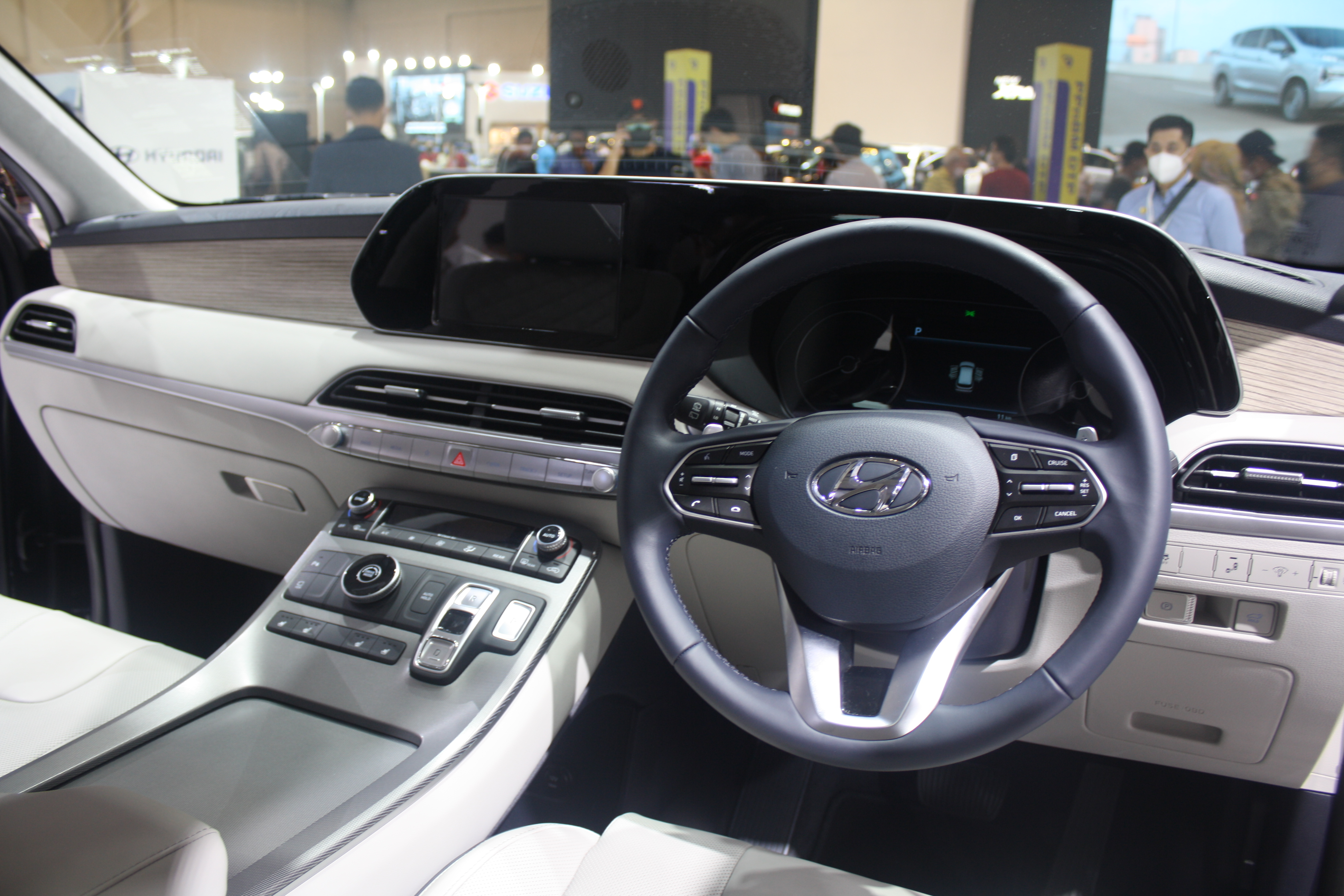
Hyundai Palisade I - kokpit

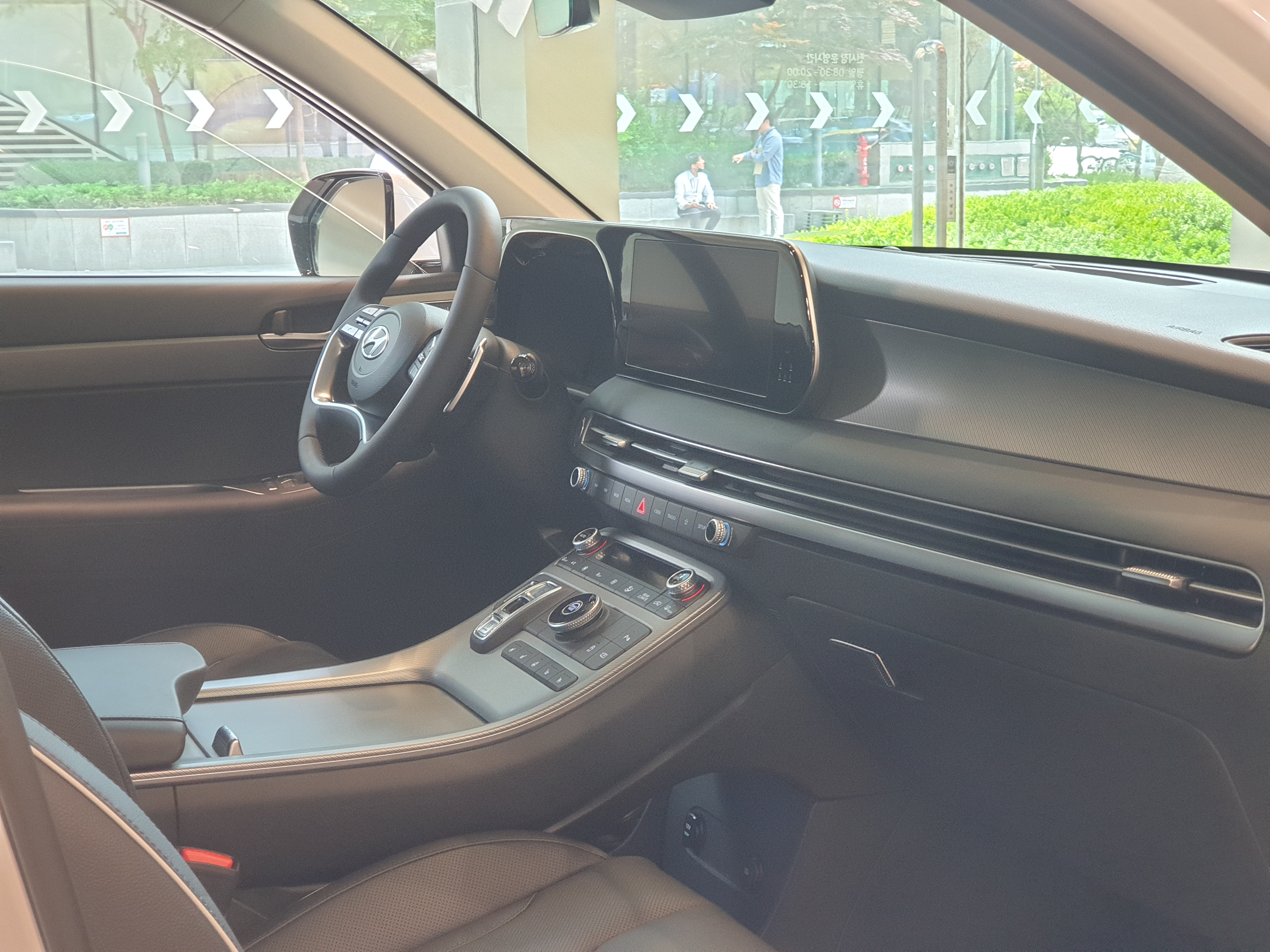
Hyundai Palisade I - kokpit po liftingu

### Wyposażenie
- SE
- SEL
- SEL Plus
- Limited
- Ultimate

W zależności od wersji auto wyposażone może być m.in. w 18-calowe alufelgi, system napędu na cztery koła HTRAC z czterema trybami pracy, 7 poduszek powietrznych, elektryczne sterowanie szyb, elektryczne sterowanie lusterek, wielofunkcyjną kierownicę, klimatyzację automatyczną, adaptacyjny tempomat, system BLIS, skórzaną tapicerkę oraz 10,25-calowy wyświetlacz systemu multimedialnego i kamerę 360 stopni.

### Silniki
Benzynowe:
- V6 3.5l Lambda II MPI
- V6 3.8l Lambda II GDI

Wysokoprężne:
- R4 2.2l CRDi

## Druga generacja

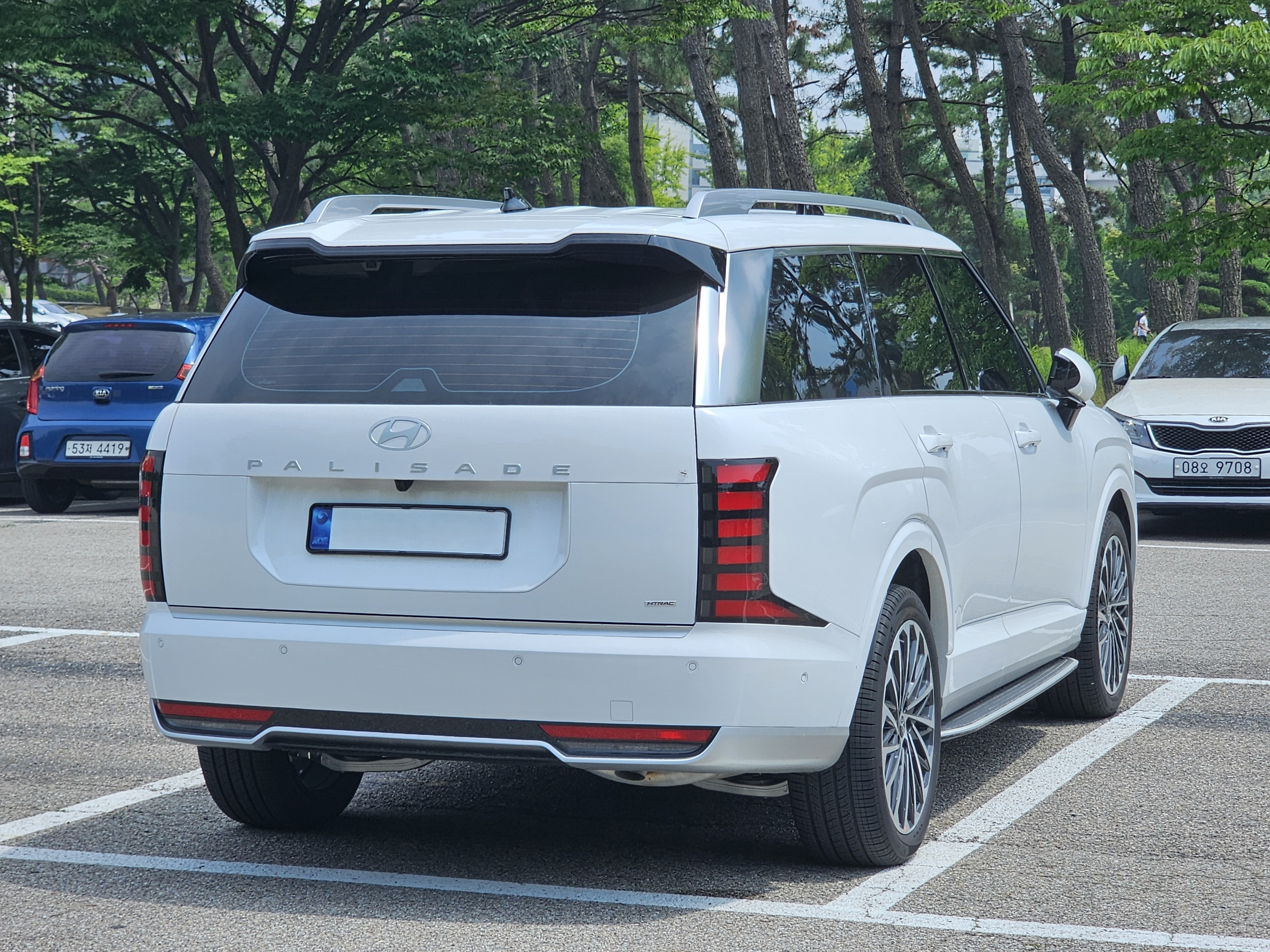
Hyundai Palisade II - tył

Hyundai Palisade II został zaprezentowany po raz pierwszy w 2024 roku.

### Wersje wyposażeniowe
- SE
- SEL
- XRT Pro
- Limited
- Calligraphy

### Silniki
- R4 2.5l T-GDI
- V6 3.5l
- R4 2.5l Hybrid